# Список художників Італії 19 ст.
|  | Службовий список статей, створений для координації робіт з розвитку теми. Це попередження не встановлюється на інформаційні списки і глосарії. |

Список художників Італії 19 ст. 

## А
- Андреа Аппіані (1754-1817)
- Джуліо Чезаре Аррівабене  (1806-1896)
- Франческо Аєц (1791-1883)
- Еудженіо Аньєні (1816—1879)

## Б
- Джузеппе Бертіні (Giuseppe Bertini 1825–1898)
- Пьєтро Бенвенуті (1769-1844)

- Джузеппе Беццуолі (1784-1855)
- Чезаре Бізео (1843-1909)
- Луїджі Бізі (1814-1886)
- Еудженіо де Блаас (1843-1932)
- Джованні Больдіні (1842-1931)
- Джузеппе Боноліс ( 1800—1851 )
- Одоардо Боррані (1833 −1905)
- Джузеппе Боскетто (Giuseppe Boschetto 1841–1918)
- Карло Боссолі (1815-1884)

## В
- Шипіоне Ваннутеллі (1834-1894)
- Алессандро ла Вольпе (1820-1887)

## Г
- Джузеппе Гандольфо (1792-1855)

## Д
- Джачінто Джиганте (1806— 1876)
- Чезаре Августо Детті (1847-1914)
- Вінченцо Джакомеллі (1814-1890)
- Федеріко Дзандоменегі (1841— 1917)
- Єронім Доменікіні (1813–1891)
- Козрое Дузі (1808-1859)
- Теодоро Дюклер (1816-1869)

## З
- Ауреліо Зингоні (1853-1922)

## І
- Джироламо Індуно (1825-1890)
- Доменіко Індуно (1815-1878)
- Анджело Інганні (1807-1880)

## К
- Вінченцо Кабіанка (1827—1902)
- Джуліо Карліні (1830—1887)
- Джованні Карноваллі (1804—1873)
- Іпполіто Каффі (1809—1866)
- Вінченцо Кілоне (1758—1839)
- Вітторіо Маттео Коркос (1859—1933)
- Джузеппе Коста (Giuseppe Costa 1852—1912)
- Транквілло Кремона (1837—1878)

## Л
- Андреа Ландіні (1847-1935)
- Сільвестро Лега (1826-1895)

## М
- Густаво Манчінеллі (Gustavo Mancinelli 1842 - 1906)
- Антоніо Маріні (1788-1861)
- Теодоро Маттієні (1754-1831)
- Джузеппе Метессі (Giuseppe Mentessi (1857-1931)
- Алессандро Мілезі (Alessandro Milesi 1856-1945)
- Камілло Міола (Camillo Miola 1840-1919)
- Франческо Паоло Мікетті (1851-1929)
- Доменіко Мореллі (1826-1901)
- Луїджі Муссіні (1813-1888)

## О
- Транквілло Орсі (Tranquillo Orsi 1771-1845)

## П
- Філіппо Паліцци (1818 — 1899)
- Вінченцо Петрочеллі (1825 — 1896)
- Енріко Полластріні (1817—1876)
- Еугеніо Праті (1842 −1907)

## Р
- Артуро Річчі (1854-1919)
- Пьєтро Рої (Pietro Ròi 1819-1896)
- Антоніо Ротта (1828-1903)

## С
- Гаетано Сабателлі (1820-1893)
- Луїджі Сабателлі (1772-1850)
- Джованні Сегантіні (1858 — 1899)
- Телемако Сіньйоріні (1835-1901)
- Натале Скьявоні (1777 — 1858)

## Т
- Серафіно де Тіволі (1826 −1892)

## У
- Стефано Уссі (1822-1901)

## Ф
- Джакомо Фавретто (1849-1887)
- Джованні Фатторі (1825-1908)

## Ч
- Адріано Чечоні (1836—1886)